# Conferência das Nações Unidas sobre as Mudanças Climáticas de 2025
A Conferência das Nações Unidas sobre as Mudanças Climáticas de 2025, também chamada de COP30 (informalmente “COP da Amazônia”) será a 30.ª Conferência das Nações Unidas sobre as Mudanças Climáticas, prevista para ocorrer entre os dias 10 e 21 de novembro de 2025, na cidade de Belém (localizada no estado brasileiro do Pará), segundo o anúncio da ONU em 18 de maio de 2023.
A candidatura da cidade brasileira já havia sido anunciada por Lula da Silva durante sua participação na COP 27, realizada em Xarm el-Xeikh, no Cairo, e oficializada, finalmente, em janeiro de 2023.

## Preparação
Visando preparar a capital paraense para um evento de grande porte, uma série de obras estruturantes foi anunciada para melhor atender a comunidade internacional. Somente em 2024, Belém do Pará recebeu um investimento de R$ 4 bilhões, oriundos de fontes como: Tesouro Estadual; Itaipu Binacional; Banco Nacional de Desenvolvimento Econômico e Social (BNDES); Caixa Econômica Federal; Fundo de Garantia por Tempo de Serviço (FGTS); Orçamento Geral da União; Fundo Geral de Turismo (Fungetur); iniciativa privada, e; mineradora Vale, por compensação ao estado do Pará.
Entre as obras está a revitalização das avenidas Visconde de Souza Franco e Tamandaré, convertendo os canais em praças públicas e espaços de convivência (parque linear), o que inclui também a instalação de um novo sistema de drenagem para armazenamento de águas da chuva e rede de esgoto.
Além disso, outras vias públicas também passam por obras de revitalização para melhoria da mobilidade (Avenida Duque de Caxias, Avenida Dr. Freitas, Avenida Pedro Álvares Cabral, Avenida Senador Lemos, Rua Belém, Rua Municipalidade e, Rua da Marinha), com modernização dos semáforos e da iluminação, controle de tráfego por vídeo, faixas inteligentes com iluminação indicativa, paradas de ônibus com totens informativos e internet wifi e, implantação de ciclovias. Para modernizar o transporte na cidade, houve a entrega de ônibus elétricos e de outros movidos à diesel no padrão Euro-6, instalação de novos viadutos, criação de rotas alternativas e a conclusão do BRT Metropolitano de Belém (as cidades Belém, Ananindeua, Marituba, Benevides, Santa Bárbara do Pará e, Santa Izabel do Pará).
A questão hoteleira será provida por: hotéis privados (como a Vila Galé Collection Amazônia); Vila COP (escolas adaptadas como hostel) e, aluguel de dois navios transatlânticos ancorados no porto do distrito de Outeiro.
Esta COP ocorrerá no futuro Parque da Cidade (que terá 500 mil m²) que está em construção no antigo aeroporto Brigadeiro Protásio (com investimentos estimados em R$700 milhões), onde estarão a blue zone (local das negociações administrado pela ONU) e a green zone (local de eventos paralelos administrado pelo governo anfitrião).

## Controvérsias
A escolha de Belém para receber a COP 30 chegou a ser muito questionada pela mídia, especialmente pela estrutura da cidade não ser adequada para receber este tipo de evento, além de outras questões como a poluição, desigualdade social e o desmatamento da Amazônia.

### Crise política no Pará e reinvindicações indígenas
Ao virar o ano de 2025, uma imensa crise política no estado do Pará por conta das ações do Governador Helder Barbalho (MDB) ganharam as mídias locais e nacionais, especialmente por conta da aprovação no final de 2024 da Lei 10 820/2024 que: determinou o ensino à distância para indígenas e ribeirinhos; reduziu o piso do magistério; extinguiu as políticas de educação indígena através de programas como a Organização Modular de Ensino (Some) e o Sistema de Organização Modular de Ensino Indígena (Somei), causando o fim do ensino presencial em aldeias indígenas e comunidades ribeirinhas. Assim, uma série de manifestações organizadas por servidores públicos e indígenas ocorreram em frente à Secretaria de Educação do Estado do Pará (SEDUC) e nas estradas do estado entre os meses de dezembro de 2024 e fevereiro de 2025. Outra reinvindicação dos manifestantes era pela demissão do secretário de educação, Rossieli Soares, e pelo impeachment do governador do estado por conta de denúncias de abuso de autoridade, especialmente após a onda de violência no dia 18 de dezembro de 2024, quando manifestantes foram atacados por policiais ao protestarem em frente à Assembleia Legislativa do Pará (ALEPA).
Com a onda de manifestações, diversos famosos nacionais manifestaram apoio aos movimentos indígenas como por exemplo: os cantores Alok e Anitta, a atriz Dira Paes e, a ex-BBB Alane Dias. Uma reunião do governo estadual com a ministra dos originários, Sônia Guajajara, e representantes do Ministério Público Federal, também foi alvo de polêmicas já que lideranças indígenas, membros de movimentos sociais de esquerda, além de deputados e vereadores do PSOL foram impedidos de entrar no Palácio dos Despachos e, os que foram convidados a participar da reunião, tiveram os celulares confiscados por policiais (militares e federais) presentes.
As tensões entre os manifestantes e o governo aumentavam gradativamente, à medida que o movimento foi ganhando força no estado, completando duas semanas no dia 27 de janeiro de 2025, com 14 etnias indígenas aderindo às manifestações. Após longas rodadas de negociações, em 5 de fevereiro de 2025, o governador Helder Barbalho assina um termo de compromisso para revogar a Lei 10.820/2024, levando o texto para a ALEPA e sendo aprovado em votação no dia 11. Além disso, Barbalho havia sido condenado no dia anterior à aprovação da revogação da lei por conta de um vídeo postado nas redes sociais no dia 31 de janeiro contendo informações falsas sobre os protestos no mês citado.

### Transparência financeira
A ausência de um portal da transparência acabou levantando algumas dúvidas sobre as obras anunciadas para o evento na capital paraense. Entre os motivos destacados: os projetos anunciados começaram a sofrer alterações em seus valores iniciais, ficando acima do que era anunciado anteriormente.

### Problemas com hospedagem e pedidos de mudança de sede
Em julho, foi noticiado que países reclamaram dos valores "extorsivos" de hospedagem em Belém, e alguns chegaram a pedir a retirada do evento da cidade. O presidente da COP 30, André Corrêa do Lago, afirmou que o governo brasileiro estaria tentando negociar com o setor hoteleiro, em encontro realizado pela Associação de Correspondentes Estrangeiros (AIE) em parceria com o IBP (Instituto Brasileiro de Petróleo e Gás). Ainda de acordo com o executivo, empresários do segmento "ainda não têm dimensão do problema", que pode até mesmo inviabilizar a participação de países em desenvolvimento, de acordo com Richard Muyungi, presidente do Grupo Africano de Negociadores. A questão já levantava preocupações anteriormente por conta da infraestrutura insuficiente da rede hoteleira belenense.

Uma reportagem da VEJA chegou a mostrar que o valor da hospedagem em um hotel duas estrelas na cidade durante o evento estaria equivalente ao de hotéis pomposos "cinco estrelas" em Nova Iorque ou Paris.